# Batalla de Padura
La batalla de Padura o d'Arrigorriaga és un enfrontament llegendari que hauria enfrontat les tropes asturianes que assolaven Biscaia contra les biscaïnes comandades per Jaun Zuria.

## La batalla
Segons l'historiador biscaí del segle xv Lope García de Salazar, a mitjan segle IX Biscaia va intentar tornar a ser independent, per la qual cosa el rei d'Astúries va enviar a un dels seus fills al capdavant d'una tropa que va arrasar Biscaia, arribant fins a Bakio.
Els biscaïns van tocar a sometent amb les botzines de les cinc merindats, i van acordar d'enfrontar-se als invasors. Van envien missatgers als lleonesos, proposant-los un enfrontament amb Judici de Déu al lloc que ells volguessin. El fill del rei de Lleó, però, els va contestar que només s'enfrontaria a algú de sang reial, per la qual cosa els biscaïns van anar a demanar a Jaun Zuria, que era net del rei d'Escòcia, que els dirigís en la batalla. Jaun Zuria va acceptar i van acordar enfrontar-se a Padura (prop de l'actual Bilbao). També va acudir amb els biscaïns Sancho Astegis, senyor de Durango.
La batalla va ser molt dura, amb molts morts pels dos bàndols, i hi van morir el senyor de Durango i el fill del rei de Lleó. Els lleonesos van emprendre la retirada, i Jaun Zuria i els biscaïns els van perseguir fustigant-los i donant-los mort, fins que van arribar a l'arbre de Luiaondo, al que van anomenar Arbre Malatu.
Els lleonesos van escapar per les muntanyes Gorobel, que és per sobre d'Aiara, anomenada llavors també Salvada a causa d'aqueslls fets.
Padura va passar a anomenar-se a partir d'aquell moment Arrigorriaga, que en basc significa "pedres vermelles", en memòria de la sang que s'hi va vessar durant la batalla.
Després de la victòria, els biscaïns van nomenar Jaun Zuria senyor de Biscaia.

## Altres versions de la llegenda
L'any 870 tropes del rei Alfons III, comandades pel seu fill l'Infant Ordoni, van reclar a Biscaia els impostos no pagats (un bou, una vaca i un cavall blancs, ja que d'aquest color tenien més valor) que suposadament venien rebent des de les ràzies del rei Fruela I d'Astúries. Els biscaïns s'hi van negar i es van enfrontar a la batalla de Padura, on van vèncer als lleonesos i els van perseguir en la seva fugida fins a l'Arbre Malatu, situat a Luiaondo, Àlaba, límit en aquells temps de Biscaia, on hi van deixar clavada una espasa. A partir d'aquell moment, Padura passa a ser anomenada Arrigorriaga. El mateix infant Ordoni hauria mort en aquesta batalla i la seva tomba es trobaria a l'església de Santa Maria Magdalena, a Arrigorriaga. A la lluita entre els biscaïns hi va destacar per la seva bravura el jove noble Lope Fortún, de Mundaka, fill d'una princesa escocesa i d'un noble local.
Després de la batalla, els biscaïns haurien aclamat aquest noble, i el 888 l'haurien nomenat el seu senyor, sent el primer senyor de Biscaia sota el nom de "Senyor Blanc" (Jaun Zuria).